# علی‌آباد (کلیبر)

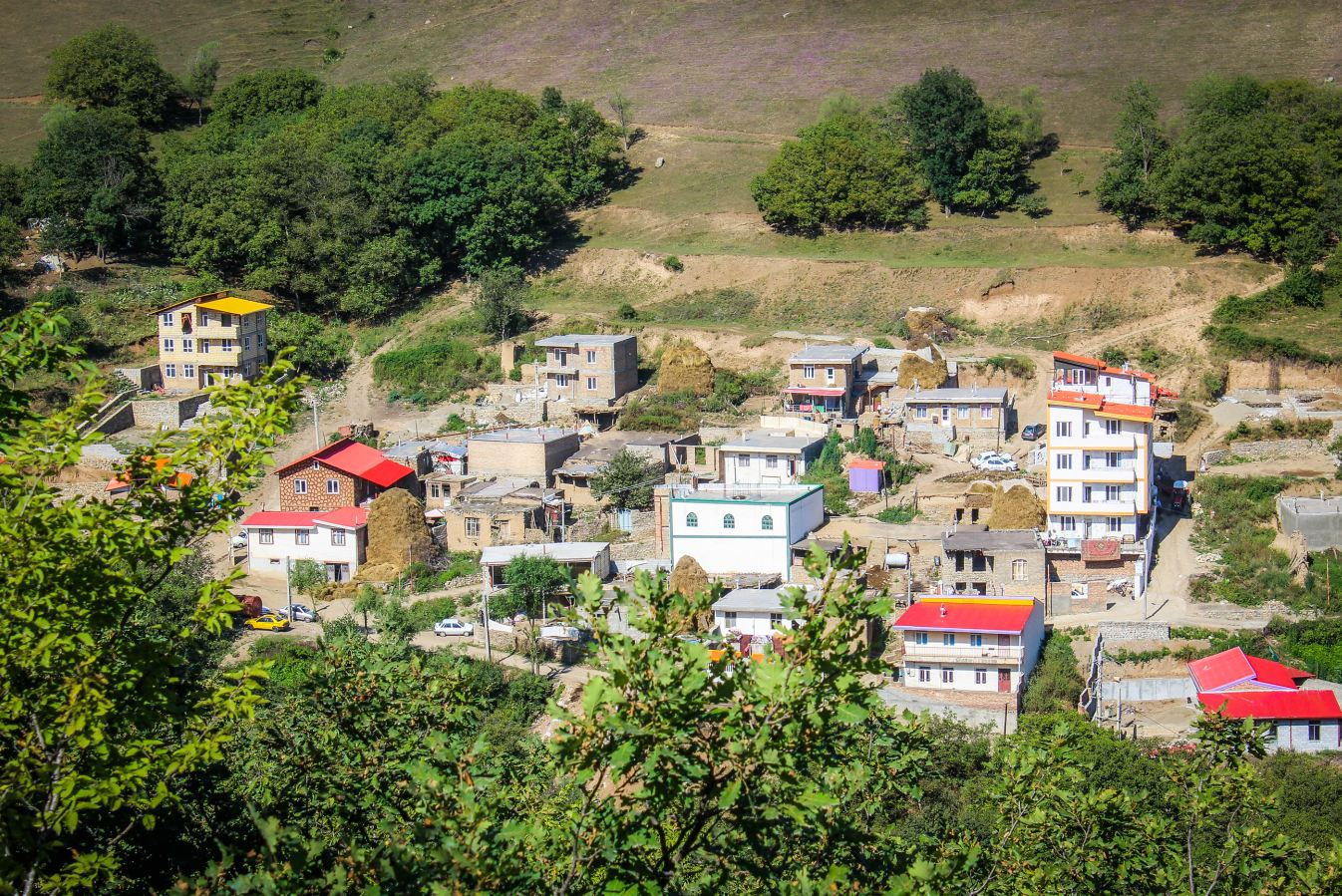
نمایی از روستا در سال 2015

۳۸°۵۰′۴۰″ شمالی ۴۶°۵۵′۴۸″ شرقی / ۳۸٫۸۴۴۴۴°شمالی ۴۶٫۹۳۰۰۰°شرقی

## روستای علی آباد کلیبر
علی‌آباد (Aliabad) یکی از روستاهای استان آذربایجان شرقی است که در دهستان میشه‌پاره بخش مرکزی شهرستان کلیبر واقع شده‌است.در اواخر دهه ۲۰ شمسی، جمعیت روستا ۱۷۳ نفر بود، که در سال ۱۳۸۵ به۴۱ نفر در ۹ خانوار کاهش یافت. یک آمارگیری اخیر جمعیت را ۳۵ نفر در ۱۶ خانوار اعلام کرده‌است.. آشکارا، علی‌رغم افزایش تعداد خانوار، جمعیت به تناسب افزایش پیدا نکرده‌است. دلیل آن است که خانواده‌های جدید افراد بازنشسته هستند. به علت نبود فرصت‌های شغلی برای جوانان، ترکیب جمعیّت کاملاً نامتقارن است و به قول محسن رضایی، روستاها به خانه سالمندان تبدیل شده‌است.

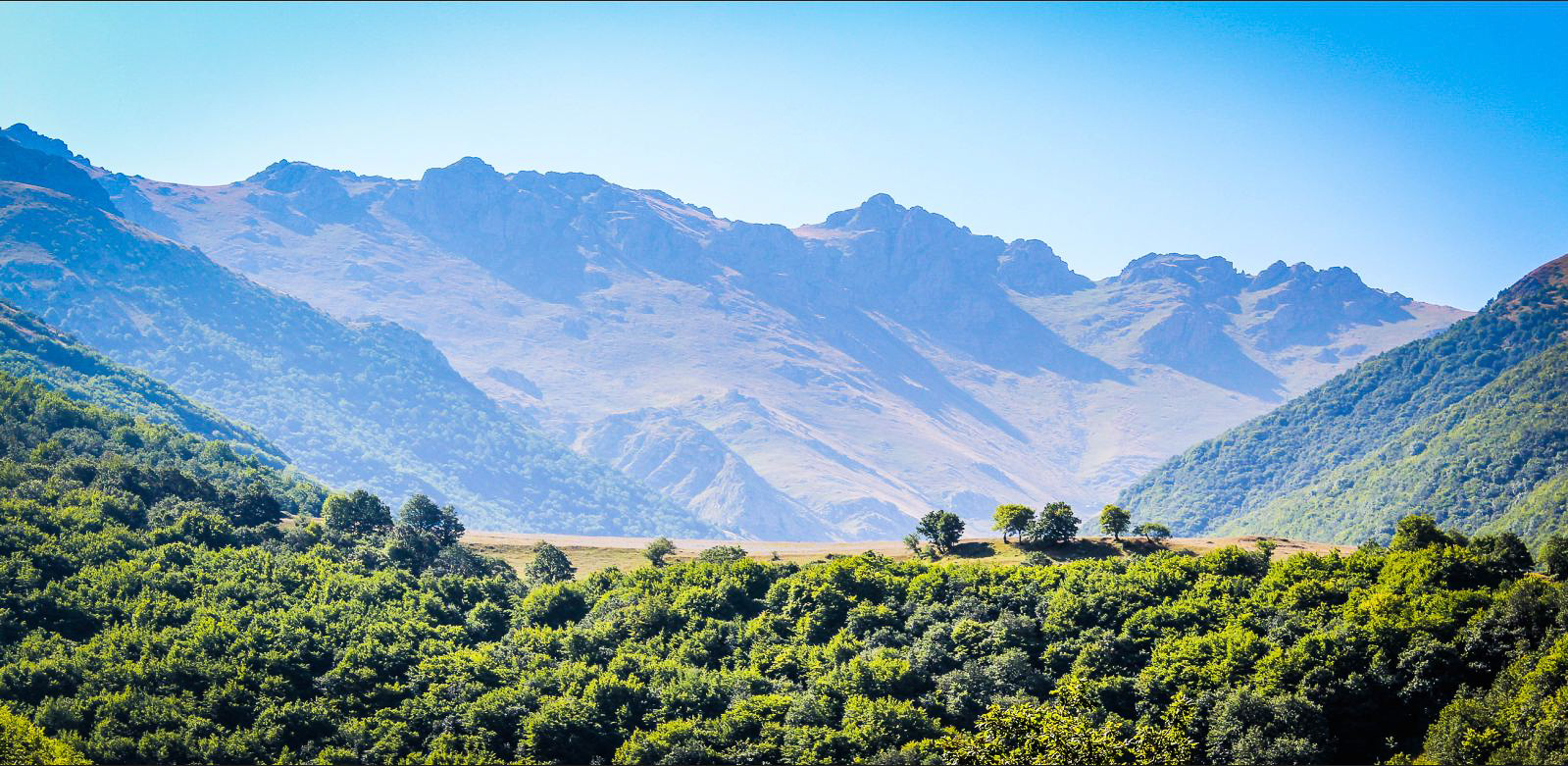
طبیعت روستای علی آباد

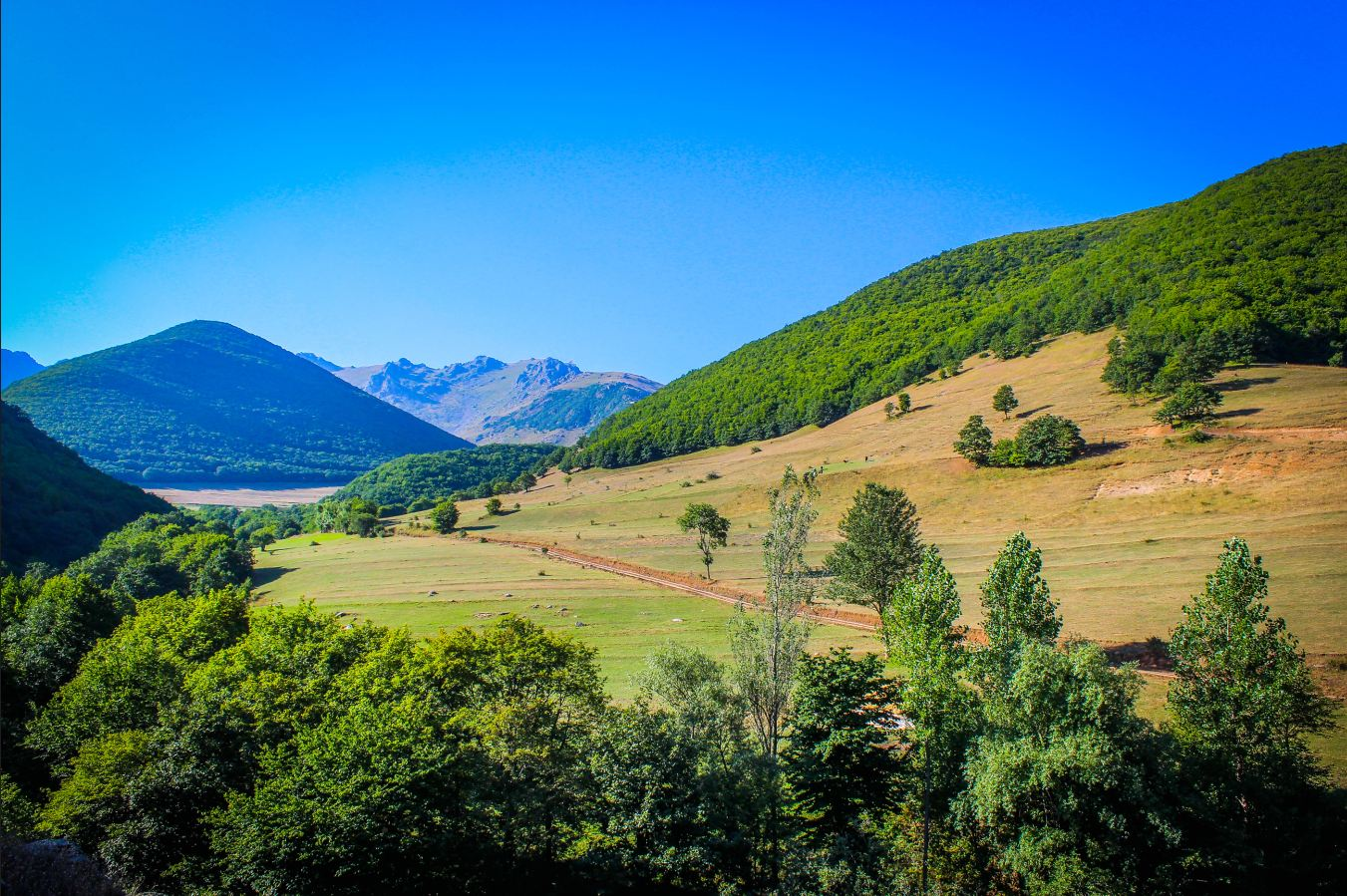
طبیعت روستای علی آباد

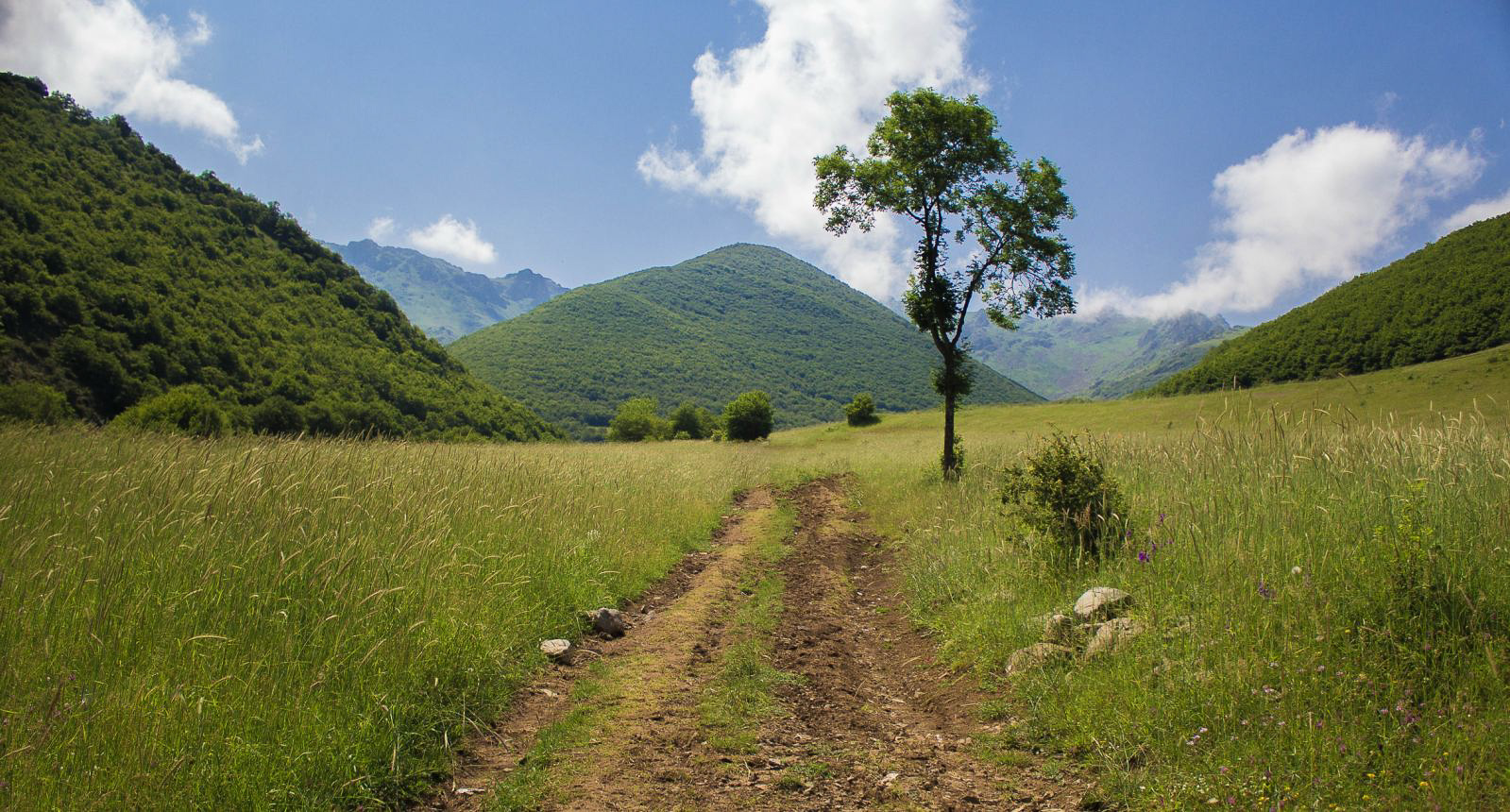
طبیعت روستای علی آباد